# Leath Cuinn y Leath Moga
Leath Cuinn (la mitad de Conn) y Leath Moga (la mitad de Mugh) se refieren a una antigua división legendaria de Irlanda.

## Extensión geográfica
Leath Cuinn conforma el norte de la isla a partir del Esker Riada (un cinturón de drumlin que se extiende desde Dublín a la bahía de Galway). Conn Cétchathach, que da nombre a esta parte, fue un antepasado de las dinastías Connachta y Uí Néill. La parte sur recibe el nombre de Leath Moga, por Éogan Mór, también conocido como Mug Nuadat, antecesor de las dinastías Eóganachta.

## Origen legendario del término
Esta antigua división legendaria de Irlanda en Leath Cuinn y Leath Moga nace tras la batalla de Maigh Nuadad en el año 123 A.C. Conn, derrotado por Éogan Mór, tuvo que acceder a la división de Irlanda a dos mitades:
- El norte, que abarca Connacht, Úlster y Meath - sería la mitad de Conn.
- El sur, con Munster, Osraighe y Leinster - sería para Eoghan.

## Ramificaciones
Para ratificar el acuerdo, la hija de Conn, Sadhbh contrajo matrimonio con Ailill Aulom, hijo de Eoghan.
La dinastía Eoganacht dinastía de Munster reclamó, como descendiente de Oiloill Olum, derechos históricos como reyes supremos de Leath Moga (señoría supremo sobre Leinster y Munster) a comienzos de la Edad Media, una reclamación disputada por los Ui Neill.
En el siglo XII, la división norte-sur de Irlanda fue utilizada como base para la división de Irlanda en diócesis, en el Sínodo de Ráth Breasail.